# Émathion fils de Zeus
Pour les articles homonymes, voir Émathion (homonymie).
Dans la mythologie grecque, Émathion, fils de Zeus et de la Pléiade Électre, est un roi de Samothrace où il était né et un allié de Dionysos pendant les guerres menées par le dieu en Inde.

## Famille
Émathion est l'un des enfants né des amours de Zeus, le roi des dieux, et de la Pléiade Électre.
Il a pour frère Dardanos, Iasion et (selon les auteurs) pour sœur Harmonie. Cependant, même dans la version plus commune où Harmonie est donnée comme fille illégitime d'Arès et Aphrodite, elle reste la sœur adoptive d'Émathion, Électre étant ainsi, dans certains mythes, donnée comme la mère nourricière d'Harmonie.